# لتیسیا (آماسوناس)
لتیسیا (آماسوناس) (به اسپانیایی: Leticia, Amazonas) یک سکونتگاه مسکونی در کلمبیا است که در حوزه امازوناس واقع شده‌است.

## خصوصیات
لتیسیا ۵٬۹۶۸ کیلومترمربع مساحت و ۳۲٬۴۵۰ نفر جمعیت دارد و ۹۶ متر بالاتر از سطح دریا واقع شده‌است.

## خواهرخوانده
شهر ایکیتوس خواهرخواندهٔ لتیسیا (آماسوناس) هست.